# Lepidotrigla musorstom
Lepidotrigla musorstom és una espècie de peix pertanyent a la família dels tríglids.

## Descripció
- Fa 12,8 cm de llargària màxima.[4]

## Hàbitat
És un peix marí, batidemersal i d'aigües fondes que viu entre 250-340 m de fondària.

## Distribució geogràfica
Es troba al Pacífic occidental: Nova Caledònia.

## Observacions
És inofensiu per als humans.